# 複製人大進攻
《複製人大進攻》（英語：Population 436）是一部2006年的懸疑恐怖電影，由蜜雪兒·麥勞倫執導，傑瑞米·西斯托、弗里德·德斯特、彼得·奧特布里奇和夏綠蒂·蘇利文主演。這部電影是在曼尼托巴省斯坦巴克拍攝的。本片未在院线上映；片中其實并沒有克隆人相關内容，也顯然與《星際大戰二部曲：複製人全面進攻》沒有任何關係。

## 剧情
美国人口普查局的统计员史蒂夫·卡迪被派往偏远的北达科他州罗克韦尔瀑布村，就人口问题走访当地居民。在前往罗克韦尔瀑布村的路上，他被一个从马背上摔下来的女人吸引了注意力，他的车撞上了一个坑，两个轮胎爆裂。史蒂夫最终被警长副手博比·凯恩接走，将他送入罗克韦尔瀑布村，并帮助他找到一个住处。
卡迪在逗留期间，注意到村上有许多令人不安的事情，比如村上的人行为怪异。他开始做一些阴森恐怖的梦。村上的人也在谈论“热病”，其中有几个人把他当作不仅仅是一个游客，而是一个永久的新居民。他的调查显示，该村的人口100多年来一直保持在436人。试图离开罗克韦尔瀑布村的人似乎都会遇到离奇的、致命的事故，或者直接消失，居民们认为这是上帝的杰作。
卡迪与当地女子考特妮·洛维特发生了恋情，她是东家的女儿，这让同样爱着她的凯恩感到很懊恼。他还结识了年轻女孩阿曼达，她的父亲在试图逃离该村时被杀，她被关押在村上的医生格里弗的诊所里，借口是为她治疗精神分裂症。考特妮和阿曼达都表示希望离开这个小村，但又害怕可能会带来的后果。
在偶然发现一些关于圣经數秘術的书籍后，卡迪意识到村上的人对436这个数字有着神秘的重视，并愿意采取极端的方式来使人口保持在这个数字上。任何表示想离开的人都会被格里弗医生用电击疗法治疗所谓的“热病”。卡迪逐渐发现，罗克韦尔瀑布村的居民并不打算让他离开。
在一次全村人参加的宴会上，卡迪目睹了一个看似自愿的女人被处决，他变得歇斯底里，被带到诊所接受“热病”治疗。他从东家那里逃了出来，并找到了一个有同情心的居民，他在八年前来到这个小村，也曾经处于同样的困境。他帮助卡迪计划逃跑。在放火烧掉村上的车库，转移村民们的注意力后，卡迪从诊所里救出了阿曼达，但发现考特妮已被格里弗医生頭部穿孔，不得不将她留下。当卡迪和阿曼达乘坐一辆偷来的拖车逃离小村时，一场风暴正在酝酿，乌云密布，电闪雷鸣。卡迪随后意识到，挂在卡车后视镜上的十字架和仪表板上的一个娃娃都曾出现在他的梦中。两人刚离开小村就迎面撞上一辆半挂车死去。
片尾，卡迪的同事弗兰克来找他，在他的车撞上卡迪的那个坑后被警长接走，与影片的开头形成了呼应。